# Ewa Wanat

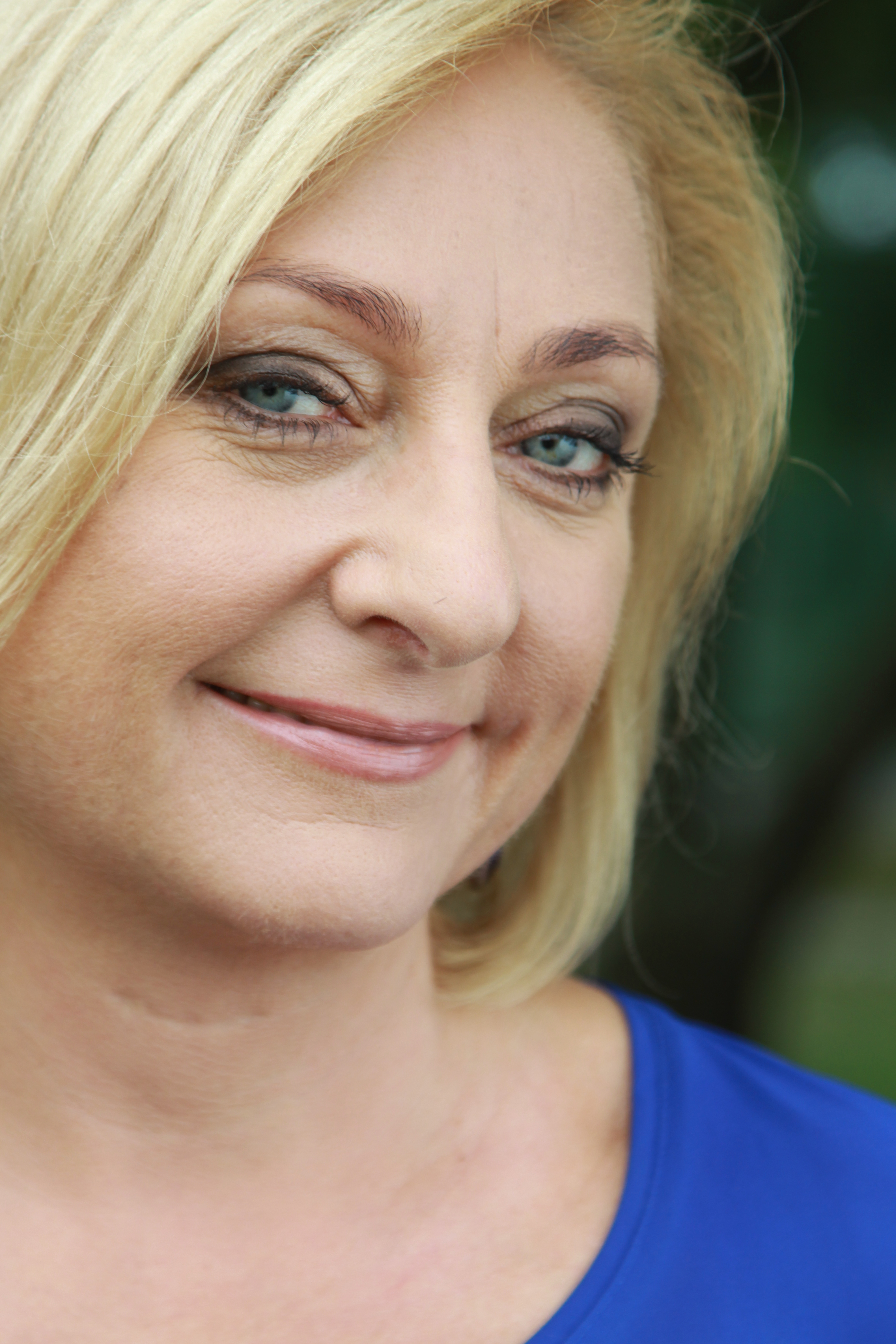
Ewa Wanat (2014)

Ewa Wanat (* 1962 in Posen; † 13. Dezember 2023 in Berlin) war eine polnische Journalistin. Von 2003 bis 2012 war sie Chefredakteurin des polnischen Talk-Senders Radio Tok FM.

## Leben und Karriere
Ewa Wanat war die Tochter der Schauspieler Kaja Nogajówna und Włodzimierz Saar. Nach drei gescheiterten Aufnahmeprüfungen an verschiedenen Theater-Hochschulen entschied sie sich 1981 für ein Polonistik-Studium an der Posener Adam-Mickiewicz-Universität, wo sie sich in der Solidarność-Bewegung engagierte. In den 1980er Jahren lebte sie in München und verdiente sich ihren Lebensunterhalt mit Gelegenheitsarbeiten.
Nach dem Zusammenbruch des Kommunismus im Ostblock kehrte sie nach Polen zurück.
Sie arbeitete im ersten unabhängigen Radio S Poznań der Stadt Posen. Später arbeitete sie auch beim katholischen Radio Plus. 2003 gewann Wanat die Ausschreibung für den Chefredakteursposten bei Radio TOK FM in Warschau. Mit dem Team von Radio TOK FM wurde Wanat dreifach für den Dariusz-Fikus-Preis in der Kategorie Medienschaffende nominiert. Unter ihrer Leitung erhielt Radio TOK FM in einer Umfrage der Monatszeitschrift Media&Marketing den Titel „Sender des Jahres 2008“. Sie erhielt den polnischen Preis Hyazinthe 2010 für mutigen sowie für soziale Probleme offenen Journalismus der polnischen Organisationen der LGBTQ-Community. Ausgezeichnet als „Mensch der Medien“ der Fachzeitschrift Brief (2010). Sie stand auf der Shortlist der 100 einflussreichsten Polen der Wochenzeitung Wprost (2011). Im 2013 wurde sie mit dem Goldenen Verdienstkreuz des Staatspräsidenten Polens für ihren Beitrag zum Aufbau der unabhängigen Medien im freien Polen ausgezeichnet. Sie bekam auch den Maneo und Tolerantia-Award (Berlin, 2015). Ab 2016 lebte sie in Berlin.
Sie war Co-Autorin des Buches Chuć, czyli normalne rozmowy o perwersyjnym seksie (Begierde, ganz normale Gespräche über perversen Sex), zusammen mit Andrzej Depko, Autorin der Interview-Reihe Biało-Czarna (Weiß und Schwarz), und des Buches Deutsche nasz. Reportaże berlińskie, für das sie mit dem Preis der Stiftung Beata Pawlak ausgezeichnet wurde.
Sie schrieb für die Tageszeitung Gazeta Wyborcza, die Wochenzeitschriften Polityka und  Newsweek Polska und berichtete in Reportagen aus Polen für RBB.